# 1195年
| 千纪： | 2千纪 |
| 世纪： | 11世纪 \| 12世纪 \| 13世纪 |
| 年代： | 1160年代 \| 1170年代 \| 1180年代 \| 1190年代 \| 1200年代 \| 1210年代 \| 1220年代                                                 |
| 年份： | 1190年 \| 1191年 \| 1192年 \| 1193年 \| 1194年 \| 1195年 \| 1196年 \| 1197年 \| 1198年 \| 1199年 \| 1200年                       |
| 纪年： | 乙卯年（兔年）；西夏天慶二年；金明昌六年；西辽天喜十八年；南宋慶元元年；大理元亨十一年、定安元年；越南天資嘉瑞九年；日本建久六年 |

## 大事记
- 宋寧宗改年號慶元。
- 韓侂冑藉口趙汝愚以宗室居相位，將不利於南宋社稷。于是趙汝愚被罷，以觀文殿大學士出知福州。

## 逝世
- 程大昌